# Carme Ferré Grau
Carme Ferré Grau és Infermera, psicòloga i doctora en ciències socials per la Universitat Rovira i Virgili.
Impulsora i directora del primer doctorat amb denominació en Ciències de la Infermeria de la universitat pública, en el marc del qual s'han presentat més d'una seixantena de tesis d'infermeria. Va ser consellera delegada de l'Àrea de Benestar i Ensenyament de l'Ajuntament de Tarragona del 1999 al 2004 i presidenta de l'Institut Municipal de Serveis Socials de Tarragona del 1999 al 2004.
Actualment és investigadora al Departament d'Infermeria Avançada de la Universitat Rovira i Virgili on desenvolupa el seu camp principal de recerca que és la Salut Mental Positiva, el cuidar familiar i mHealth, amb 113 publicacions nacionals i Internacionals i 5 llibres publicats.
De fet, ha publicat un gran nombre d'articles sobre temàtiques com: el diagnòstic infermer i la immigració, la percepció de la violència de gènere per part dels joves, la dona i la jubilació, infermeria i ansietat davant la mort, l'estigma del suïcidi, dificultats d'integració social en persones depressives, o fibromiàlgia.
El 2019 va rebre la Medalla Josep Trueta al mèrit sanitari que atorga la Generalitat de Catalunya.